# ريكاردو وول
ريكاردو وول (بالإسبانية: Ricardo Wall)‏ هو دبلوماسي وعسكري وسياسي أيرلندي وإسباني، ولد في 5 نوفمبر 1694 في نانت في فرنسا، وتوفي في 26 ديسمبر 1777 في غرناطة في إسبانيا. انتخب وزير الخارجية (1754 – 1763).